# Treizième district congressionnel du Michigan
Le 13e district congressionnel du Michigan est un district situé dans le Comté de Wayne au Michigan. Il est actuellement représenté par le Démocrate Shri Thanedar.
Le district comprend des parties de Détroit et certaines de ses banlieues et, depuis le redécoupage de 2012, est le seul district congressionnel du Michigan à être contenu dans un seul comté. Les limites des districts ont été redessinées en 1993, 2003, 2013 et 2023 en raison d'une nouvelle répartition après chaque recensement respectif.
Avant 1992, le 13e district était un basé à Détroit représenté par Barbara-Rose Collins. Outre le centre-ville de Détroit, la partie sud-ouest de la ville, Mid-town, les zones au sud de Highland Park et le sud de l'East Side, le district comprenait également Grosse Pointe Park et Grosse Pointe City. Au cours des années 1980, le 13e district a perdu le plus de population parmi tous les districts du Michigan. Cependant, en raison de l'interprétation commune du Voting Rights Act, qui impose des districts multiples dans les zones à population à majorité raciale minoritaire, il n'a pas été éliminé lors du redécoupage de 1992, seulement renuméroté 15e district.
Une élection spéciale a eu lieu le 6 novembre 2018, à la suite de la démission du représentant John Conyers. Brenda Jones a remporté l'élection spéciale pour remplir le reste du mandat de Conyer au 115e Congrès. La Démocrate Rashida Tlaib a remporté les élections régulières pour le mandat du 116e Congrès. Tlaib a été redessiné dans le 12e district après le cycle de redécoupage de 2020. Avec un indice CPVI de D+23, c'est l'un des districts les plus démocrates du Michigan.

## Géographie
| #   | Comté | Siège   | Population |
| --- | ----- | ------- | ---------- |
| 163 | Wayne | Detroit | 1 751 169  |

### Villes et townships de 10 000 personnes
- Detroit – 633 218
- Taylor – 63 409
- Dearborn Heights – 63 292
- Lincoln Park – 40 245
- Southgate – 29 002
- Allen Park – 28 638
- Hamtramck – 27 339
- Romulus – 25 178
- Wyandotte – 24 859
- Wayne – 17 713
- Grosse Pointe Woods – 16 487
- Harper Woods – 15 492
- Melvindale – 12 851
- Grosse Pointe Park – 11 595
- Grosse Pointe Farms – 10 148

### Villes de 2500 à 10 000 personnes
- Ecorse – 9305
- Highland Park – 8443
- River Rouge – 7224
- Grosse Pointe – 5678
- Village of Grosse Pointe Shores – 2647

## Histoire

### Redécoupage de 2002
À la suite du recensement de 2000, la répartition du Congrès pour le Michigan a été réduite d'un et le redécoupage a entraîné une modification significative de la superficie du 13e district (ainsi que de plusieurs autres). Avant 2002, le 13e district englobait une grande partie de l'ouest du Comté de Wayne et une partie de l'est du Comté de Washtenaw. À la suite du redécoupage, le nouveau 13e district a incorporé la majeure partie de ce qui était autrefois le 15e district, ainsi qu'une grande partie du 14e district et une partie du 16e district.
Avant le redécoupage, l'ancien 15e district comprenait Lincoln Park, Ecorse, River Rouge, Hamtramck, Grosse Pointe Park, Grosse Pointe Shores et Grosse Pointe Farms. Il comprenait également tout Détroit au sud et à l'est d'une ligne commençant au point où Greenfield Road croise la frontière de Dearborn, se dirigeant vers le nord le long de Greenfield jusqu'à ce qu'elle atteigne Lyndon Avenue. À Lyndon, la ligne se dirigeait vers l'est jusqu'à Livernois, bien qu'il y ait une petite zone du côté sud de Lyndon, juste à l'est de l'avenue Schaffer, dans le 14e district. La ligne de démarcation a ensuite parcouru environ un pâté de maisons vers le sud sur Livernois jusqu'à atteindre l'avenue Doris. Il a suivi Doris jusqu'à Linwood Avenue (à ne pas confondre avec Lyndon Avenue) où il n'a même pas parcouru une longueur normale d'un pâté de maisons vers le sud pour aller sur Oakman Blvd. jusqu'à ce qu'il atteigne la ligne Highland Park City. La frontière longeait les côtés ouest et sud de Highland Park jusqu'au point où Highland Park rencontre Hamtramck. À partir de ce point, la frontière longeait la limite ouest et nord de Hamtramck, puis la limite est de Hamtramck, jusqu'au point où la frontière croisait Brockton, qui était ensuite suivie en direction nord-est jusqu'à l'intersection de Brockton et du mont. Eliot. Au mont. Elliot, la limite tournait vers le sud jusqu'à croiser Georgia Avenue, puis se dirigeait vers l'est le long de Georgia Avenue. Là où la limite croisait l'avenue Van Dyke, elle tournait vers le nord jusqu'à ce qu'elle croise l'avenue Ginnell, où elle tournait à nouveau vers l'est. La limite suivait l'avenue Grinnell jusqu'à ce qu'elle croise l'avenue Harding, où elle tournait vers le sud-est sur un pâté de maisons jusqu'à l'endroit où elle croisait Gratiot, puis tournait pour se diriger vers le nord-est.
La limite a suivi Gratiot jusqu'à ce qu'elle croise Houston Whittier St, auquel cas elle a de nouveau tourné vers l'est, en suivant Houston Whittier jusqu'à son intersection avec Kelly Road. La limite suivait ensuite Kelly Road en direction nord-est jusqu'à l'intersection de Grayton Road, qui se dirigeait d'est en sud-est. Il a suivi Grayton jusqu'à l'intersection de la I-94 qu'il a essentiellement suivi vers le nord-est jusqu'à ce qu'il croise la ligne Grosse Pointe.
Les simples différences entre l'ancien 15e et le nouveau 13e district sont que le nouveau 13e comprend Grosse Pointe Shores, Grosse Pointe Woods et Harper Woods ainsi que Wyandotte, et n'inclut plus Hamtramck. Le changement dans sa partie de Détroit est plus difficile à expliquer, mais il touche désormais 8 Mile Road. La partie du district au nord de Tireman et à l'ouest de Livernois a été déplacée vers le 14e district. À l'est de Livernois, la limite a été déplacée d'environ 12 pâtés de maisons au sud, jusqu'à environ la rue Courtland. Il suit généralement cette ligne jusqu'à son intersection avec la frontière de Highland Park. Highland Park reste dans le 14e district. La frontière ouest de Hamtramck, là où elle touche Détroit, puis sa frontière sud forment la limite du district. Cela est alors vrai pour la frontière orientale de Hamtramck, puis pour sa frontière nord jusqu'à ce qu'elle croise Conant. Là où la frontière nord de Hamtramck va à l'est de Conant, Conant devient la frontière ouest du 13e district. La limite suit ensuite Conant vers le nord-est jusqu'à ce qu'elle croise Dequindre qu'elle suit jusqu'à Eight Mile. Ainsi, la zone au nord de l'ancienne limite de district à l'est de Conant a été entièrement transférée du 14e district au 13e district.
La superficie du district comptait 60,8 % d'Afro-Américains en 2000, contre 69,9 % d'Afro-Américains dans l'ancien 15e district en 2000. La superficie du 15e district était à 70 % afro-américaine en 1990. Ces chiffres sont pas comparable à 100 % puisque le recensement de 1990 ne permettait pas de marquer plus d'une race alors que le recensement de 2000 le permettait.

## Historique de vote
| Année | Poste     | Résultats               |
| ----- | --------- | ----------------------- |
| 1992  | Président | Clinton 49,0 % - 34,0 % |
| 1996  | Président | Clinton 58,0 % - 33,0 % |
| 2000  | Président | Gore 80,0 % - 19,0 %    |
| 2004  | Président | Kerry 81,0 % - 19,0 %   |
| 2008  | Président | Obama 85,0 % - 15,0 %   |
| 2012  | Président | Obama 85,0 % - 14,0 %   |
| 2016  | Président | Clinton 79,0 % - 18,0 % |
| 2020  | Président | Biden 79,0 % - 20,0 %   |

## Liste des Représentants du district
| Membre                          | Parti       | Années                             | Congrès     | Histoire électorale | Zone géographique |
| ------------------------------- | ----------- | ---------------------------------- | ----------- | --- | ----------------- |
| District établit le 4 mars 1915 |             |                                    |             | |                   |
| Charles A. Nichols (en)         | Républicain | 4 mars 1915 - 25 avril 1920        | 64e - 66e   | Élu en 1914. Réélu en 1916. Réélu en 1918. Décès. |                   |
| Vacant                          | Vacant      | 25 avril 1920 - 2 novembre 1920    | 66e         | |                   |
| Clarence J. McLeod (en)         | Républicain | 2 novembre 1920 - 3 mars 1921      | 66e         | Élu pour terminer le mandat de Nichols. Retrait. |                   |
| Vincent M. Brennan (en)         | Républicain | 4 mars 1921 - 3 mars 1923          | 67e         | Élu en 1920. Retrait. |                   |
| Clarence J. McLeod (en)         | Républicain | 4 mars 1923 - 3 janvier 1937       | 68e - 74e   | Élu en 1922. Réélu en 1924. Réélu en 1926. Réélu en 1928. Réélu en 1930. Réélu en 1932. Réélu en 1934. perd sa réélection. |                   |
| George D. O'Brien (en)          | Démocrate   | 3 janvier 1937 - 3 janvier 1939    | 75e         | Élu en 1936. perd sa réélection. |                   |
| Clarence J. McLeod (en)         | Républicain | 3 janvier 1939 - 3 janvier 1941    | 76e         | Élu en 1938. perd sa réélection. |                   |
| George D. O'Brien (en)          | Démocrate   | 3 janvier 1941 - 3 janvier 1947    | 77e - 79e   | Élu en 1940. Réélu en 1942. Réélu en 1944. perd sa réélection. |                   |
| Howard A. Coffin (en)           | Républicain | 3 janvier 1947 - 3 janvier 1949    | 80e         | Élu en 1946. perd sa réélection. |                   |
| George D. O'Brien (en)          | Démocrate   | 3 janvier 1949 - 3 janvier 1955    | 81e - 83e   | Élu en 1948. Réélu en 1950. Réélu en 1952. perd sa renomination. |                   |
| Charles Diggs                   | Démocrate   | 3 janvier 1955 - 3 janvier 1980    | 84e - 96e   | Élu en 1954. Réélu en 1956. Réélu en 1958. Réélu en 1960. Réélu en 1962. Réélu en 1964. Réélu en 1966. Réélu en 1968. Réélu en 1970. Réélu en 1972. Réélu en 1974. Réélu en 1976. Réélu en 1978. Démissionne à la suite d'une condamnation pour fraude. |                   |
| Vacant                          | Vacant      | 3 juin 1980 - 4 novembre 1980      | 96e         | |                   |
| George Crockett Jr. (en)        | Démocrate   | 4 novembre 1980 - 3 janvier 1991   | 96e - 101e  | Élu pour terminer le mandat de Diggs. Réélu en 1980. Réélu en 1982. Réélu en 1984. Réélu en 1986. Réélu en 1988. Retrait. |                   |
| Barbara-Rose Collins (en)       | Démocrate   | 3 janvier 1991 - 3 janvier 1993    | 102e        | Élue en 1990. Redécoupage vers le 15e district. |                   |
| William D. Ford (en)            | Démocrate   | 3 janvier 1993 - 3 janvier 1995    | 103e        | Redécoupage depuis le 15e district et réélu en 1992. Retrait. | 1993–2003         |
| Lynn N. Rivers (en)             | Démocrate   | 3 janvier 1995 - 3 janvier 2003    | 104e - 107e | Élue en 1994. Réélue en 1996. Réélue en 1998. Réélue en 2000. Redécoupage vers le 15e district et perd sa renomination. | 1993–2003         |
| Carolyn Cheeks Kilpatrick (en)  | Démocrate   | 3 janvier 2003 - 3 janvier 2011    | 108e - 111e | Redécoupage depuis le 15e district et réélue en 2002. Réélue en 2004. Réélue en 2006. Réélue en 2008. perd sa renomination. | 2003–2013         |
| Hansen Clarke (en)              | Démocrate   | 3 janvier 2011 - 3 janvier 2013    | 112e        | Élu en 2010. Redécoupage vers le 14e district et perd sa renomination. | 2003–2013         |
| John Conyers                    | Démocrate   | 3 janvier 2013 - 5 novembre 2017   | 113e - 115e | Redécoupage depuis le 14e district et réélu en 2012. Réélu en 2014. Réélu en 2016. Démissionne à la suite d'accusations de harcèlement sexuel. | 2013–2023         |
| Vacant                          | Vacant      | 5 décembre 2017 - 29 novembre 2018 | 115e        | | 2013–2023         |
| Brenda Jones                    | Démocrate   | 29 novembre 2018 - 3 janvier 2019  | 115e        | Élue pour terminer le mandat de Conyers. perd sa renomination. | 2013–2023         |
| Rashida Tlaib                   | Démocrate   | 3 janvier 2019 - 3 janvier 2023    | 116e , 117e | Élu en 2018. Réélue en 2020. Redécoupage vers le 12e district. | 2013–2023         |
| Shri Thanedar                   | Démocrate   | 3 janvier 2023 - Présent           | 118e        | Élu en 2022. | 2023–Présent      |

## Résultats des récentes élections
Voici les résultats des dix précédents cycles électoraux dans le district.

### 2004
| Élection de 2004 du 13e district congressionnel du Michigan | Élection de 2004 du 13e district congressionnel du Michigan | Élection de 2004 du 13e district congressionnel du Michigan | Élection de 2004 du 13e district congressionnel du Michigan | Élection de 2004 du 13e district congressionnel du Michigan |
| ----------------------------------------------------------- | ----------------------------------------------------------- | ----------------------------------------------------------- | ----------------------------------------------------------- | ----------------------------------------------------------- |
| Parti                                                       | Parti                                                       | Candidat                                                    | Votes                                                       | %                                                           |
|                                                             | Démocrate                                                   | Carolyn Cheeks Kilpatrick (en) (sortante)                   | 173 246                                                     | 78,16                                                       |
|                                                             | Républicain                                                 | Cynthia Cassell                                             | 40 935                                                      | 18,47                                                       |
|                                                             | Vert                                                        | Thomas Lavigne                                              | 4 261                                                       | 1,92                                                        |
|                                                             | Libertarien                                                 | Eric Gordon                                                 | 3 211                                                       | 1,45                                                        |
|                                                             | Write-In                                                    | Osborne G. Hart                                             | 1                                                           | 0,00                                                        |
| Total des votes                                             | Total des votes                                             | Total des votes                                             | 221 654                                                     | 100 %                                                       |
|                                                             | Les Démocrates conservent                                   |                                                             |                                                             |                                                             |

### 2006
| Élection de 2006 du 13e district congressionnel du Michigan | Élection de 2006 du 13e district congressionnel du Michigan | Élection de 2006 du 13e district congressionnel du Michigan | Élection de 2006 du 13e district congressionnel du Michigan | Élection de 2006 du 13e district congressionnel du Michigan |
| ----------------------------------------------------------- | ----------------------------------------------------------- | ----------------------------------------------------------- | ----------------------------------------------------------- | ----------------------------------------------------------- |
| Parti                                                       | Parti                                                       | Candidat                                                    | Votes                                                       | %                                                           |
|                                                             | Démocrate                                                   | Carolyn Cheeks Kilpatrick (en) (sortante)                   | 126 308                                                     | 99,99                                                       |
|                                                             | Write-In                                                    | John C. Davenport                                           | 15                                                          | 0,01                                                        |
| Total des votes                                             | Total des votes                                             | Total des votes                                             | 126 323                                                     | 100 %                                                       |
|                                                             | Les Démocrates conservent                                   |                                                             |                                                             |                                                             |

### 2008
| Élection de 2008 du 13e district congressionnel du Michigan | Élection de 2008 du 13e district congressionnel du Michigan | Élection de 2008 du 13e district congressionnel du Michigan | Élection de 2008 du 13e district congressionnel du Michigan | Élection de 2008 du 13e district congressionnel du Michigan |
| ----------------------------------------------------------- | ----------------------------------------------------------- | ----------------------------------------------------------- | ----------------------------------------------------------- | ----------------------------------------------------------- |
| Parti                                                       | Parti                                                       | Candidat                                                    | Votes                                                       | %                                                           |
|                                                             | Démocrate                                                   | Carolyn Cheeks Kilpatrick (en) (sortante)                   | 167 481                                                     | 74,13                                                       |
|                                                             | Républicain                                                 | Edward J. Gubics                                            | 43 098                                                      | 19,08                                                       |
|                                                             | Vert                                                        | George L. Corsetti                                          | 9 579                                                       | 4,24                                                        |
|                                                             | Libertarien                                                 | Gregory Creswell                                            | 5 764                                                       | 2,55                                                        |
| Total des votes                                             | Total des votes                                             | Total des votes                                             | 225 922                                                     | 100 %                                                       |
|                                                             | Les Démocrates conservent                                   |                                                             |                                                             |                                                             |

### 2010
| Élection de 2010 du 13e district congressionnel du Michigan | Élection de 2010 du 13e district congressionnel du Michigan | Élection de 2010 du 13e district congressionnel du Michigan | Élection de 2010 du 13e district congressionnel du Michigan | Élection de 2010 du 13e district congressionnel du Michigan |
| ----------------------------------------------------------- | ----------------------------------------------------------- | ----------------------------------------------------------- | ----------------------------------------------------------- | ----------------------------------------------------------- |
| Parti                                                       | Parti                                                       | Candidat                                                    | Votes                                                       | %                                                           |
|                                                             | Démocrate                                                   | Hansen Clarke (en)                                          | 100 885                                                     | 79,39                                                       |
|                                                             | Républicain                                                 | John Hauler                                                 | 23 462                                                      | 18,46                                                       |
|                                                             | Vert                                                        | George Corsetti                                             | 1 032                                                       | 0,81                                                        |
|                                                             | Libertarien                                                 | Duane Montgomery                                            | 881                                                         | 0,69                                                        |
| Heidi Peterson                                              | Libertarien                                                 | 815                                                         | 0,64                                                        |                                                             |
|                                                             | Write-In                                                    | Osborne G. Hart                                             | 1                                                           | 0,00                                                        |
| Verl Jean Pittman                                           | Write-In                                                    | 0                                                           | 0,00                                                        |                                                             |
| Total des votes                                             | Total des votes                                             | Total des votes                                             | 127 076                                                     | 100 %                                                       |
|                                                             | Les Démocrates conservent                                   |                                                             |                                                             |                                                             |

### 2012
| Élection de 2012 du 13e district congressionnel du Michigan | Élection de 2012 du 13e district congressionnel du Michigan | Élection de 2012 du 13e district congressionnel du Michigan | Élection de 2012 du 13e district congressionnel du Michigan | Élection de 2012 du 13e district congressionnel du Michigan |
| ----------------------------------------------------------- | ----------------------------------------------------------- | ----------------------------------------------------------- | ----------------------------------------------------------- | ----------------------------------------------------------- |
| Parti                                                       | Parti                                                       | Candidat                                                    | Votes                                                       | %                                                           |
|                                                             | Démocrate                                                   | John Conyers (sortant)                                      | 235 336                                                     | 82,8                                                        |
|                                                             | Républicain                                                 | Harry T. Sawicki                                            | 38 769                                                      | 13,6                                                        |
|                                                             | Libertarien                                                 | Chris Sharer                                                | 6 076                                                       | 2,1                                                         |
|                                                             | Constitution                                                | Martin Gray                                                 | 4 089                                                       | 1,5                                                         |
| Total des votes                                             | Total des votes                                             | Total des votes                                             | 284 270                                                     | 100 %                                                       |
|                                                             | Les Démocrates conservent                                   |                                                             |                                                             |                                                             |

### 2014
| Élection de 2014 du 13e district congressionnel du Michigan | Élection de 2014 du 13e district congressionnel du Michigan | Élection de 2014 du 13e district congressionnel du Michigan | Élection de 2014 du 13e district congressionnel du Michigan | Élection de 2014 du 13e district congressionnel du Michigan |
| ----------------------------------------------------------- | ----------------------------------------------------------- | ----------------------------------------------------------- | ----------------------------------------------------------- | ----------------------------------------------------------- |
| Parti                                                       | Parti                                                       | Candidat                                                    | Votes                                                       | %                                                           |
|                                                             | Démocrate                                                   | John Conyers (sortant)                                      | 132 710                                                     | 79,5                                                        |
|                                                             | Républicain                                                 | Jeff Gorman                                                 | 27 234                                                      | 16,3                                                        |
|                                                             | Libertarien                                                 | Chis Sharer                                                 | 3537                                                        | 2,1                                                         |
|                                                             | Indépendant                                                 | Sam Johnson                                                 | 3 466                                                       | 2,1                                                         |
| Total des votes                                             | Total des votes                                             | Total des votes                                             | 166 947                                                     | 100 %                                                       |
|                                                             | Les Démocrates conservent                                   |                                                             |                                                             |                                                             |

### 2016
| Élection de 2016 du 13e district congressionnel du Michigan | Élection de 2016 du 13e district congressionnel du Michigan | Élection de 2016 du 13e district congressionnel du Michigan | Élection de 2016 du 13e district congressionnel du Michigan | Élection de 2016 du 13e district congressionnel du Michigan |
| ----------------------------------------------------------- | ----------------------------------------------------------- | ----------------------------------------------------------- | ----------------------------------------------------------- | ----------------------------------------------------------- |
| Parti                                                       | Parti                                                       | Candidat                                                    | Votes                                                       | %                                                           |
|                                                             | Démocrate                                                   | John Conyers (sortant)                                      | 198 771                                                     | 77,1                                                        |
|                                                             | Républicain                                                 | Jeff Gorman                                                 | 40 541                                                      | 15,7                                                        |
|                                                             | Libertarien                                                 | Tiffany Hayden                                              | 9 648                                                       | 3,8                                                         |
|                                                             | Working Class (en)                                          | Sam Johnson                                                 | 8 835                                                       | 3,4                                                         |
|                                                             | Indépendant                                                 | Clyde Darnell Lynch (write-in)                              | 2                                                           | 0,0                                                         |
| Total des votes                                             | Total des votes                                             | Total des votes                                             | 257 797                                                     | 100 %                                                       |
|                                                             | Les Démocrates conservent                                   |                                                             |                                                             |                                                             |

### 2018 (Spéciale)
| Élection Spéciale de 2018 du 13e district congressionnel du Michigan | Élection Spéciale de 2018 du 13e district congressionnel du Michigan | Élection Spéciale de 2018 du 13e district congressionnel du Michigan | Élection Spéciale de 2018 du 13e district congressionnel du Michigan | Élection Spéciale de 2018 du 13e district congressionnel du Michigan |
| -------------------------------------------------------------------- | -------------------------------------------------------------------- | -------------------------------------------------------------------- | -------------------------------------------------------------------- | -------------------------------------------------------------------- |
| Parti                                                                | Parti                                                                | Candidat                                                             | Votes                                                                | %                                                                    |
|                                                                      | Démocrate                                                            | Brenda Jones                                                         | 169 330                                                              | 86,84                                                                |
|                                                                      | Constitution                                                         | Marc Sosnowski                                                       | 17 302                                                               | 8,87                                                                 |
|                                                                      | Vert                                                                 | D. Etta Wilcoxon                                                     | 8 319                                                                | 4,27                                                                 |
|                                                                      | Write-In                                                             | Write-In                                                             | 42                                                                   | 0,2                                                                  |
| Total des votes                                                      | Total des votes                                                      | Total des votes                                                      | 194 993                                                              | 100 %                                                                |
|                                                                      | Les Démocrates conservent                                            |                                                                      |                                                                      |                                                                      |

### 2018 (Régulière)
| Élection de 2018 du 13e district congressionnel du Michigan | Élection de 2018 du 13e district congressionnel du Michigan | Élection de 2018 du 13e district congressionnel du Michigan | Élection de 2018 du 13e district congressionnel du Michigan | Élection de 2018 du 13e district congressionnel du Michigan |
| ----------------------------------------------------------- | ----------------------------------------------------------- | ----------------------------------------------------------- | ----------------------------------------------------------- | ----------------------------------------------------------- |
| Parti                                                       | Parti                                                       | Candidat                                                    | Votes                                                       | %                                                           |
|                                                             | Démocrate                                                   | Rashida Tlaib                                               | 165 355                                                     | 84,2                                                        |
|                                                             | Working Class (en)                                          | Sam Johnson                                                 | 22 186                                                      | 11,3                                                        |
|                                                             | Vert                                                        | D. Etta Wilcoxon                                            | 7 980                                                       | 4,1                                                         |
|                                                             | Indépendant                                                 | Brenda Jones (write-in)                                     | 633                                                         | 0,3                                                         |
|                                                             | Write-In                                                    | Autres                                                      | 145                                                         | 0,1                                                         |
| Total des votes                                             | Total des votes                                             | Total des votes                                             | 196 299                                                     | 100 %                                                       |
|                                                             | Les Démocrates conservent                                   |                                                             |                                                             |                                                             |

### 2020
| Élection de 2020 du 13e district congressionnel du Michigan | Élection de 2020 du 13e district congressionnel du Michigan | Élection de 2020 du 13e district congressionnel du Michigan | Élection de 2020 du 13e district congressionnel du Michigan | Élection de 2020 du 13e district congressionnel du Michigan |
| ----------------------------------------------------------- | ----------------------------------------------------------- | ----------------------------------------------------------- | ----------------------------------------------------------- | ----------------------------------------------------------- |
| Parti                                                       | Parti                                                       | Candidat                                                    | Votes                                                       | %                                                           |
|                                                             | Démocrate                                                   | Rashida Tlaib (sortante)                                    | 223 205                                                     | 78,1                                                        |
|                                                             | Républicain                                                 | David Dudenhoefer                                           | 53 311                                                      | 18,7                                                        |
|                                                             | Working Class (en)                                          | Sam Johnson                                                 | 5 284                                                       | 1,8                                                         |
|                                                             | Vert                                                        | D. Etta Wilcoxon                                            | 2 105                                                       | 0,7                                                         |
|                                                             | Constitution                                                | Articia Bomer                                               | 1974                                                        | 0,7                                                         |
|                                                             | Indépendant                                                 | Donald Eason (write-in)                                     | 6                                                           | 0,0                                                         |
| Total des votes                                             | Total des votes                                             | Total des votes                                             | 285 885                                                     | 100 %                                                       |
|                                                             | Les Démocrates conservent                                   |                                                             |                                                             |                                                             |

### 2022
| Primaire Démocrate de 2022 du 13e district congressionnel du Michigan | Primaire Démocrate de 2022 du 13e district congressionnel du Michigan | Primaire Démocrate de 2022 du 13e district congressionnel du Michigan | Primaire Démocrate de 2022 du 13e district congressionnel du Michigan | Primaire Démocrate de 2022 du 13e district congressionnel du Michigan |
| --------------------------------------------------------------------- | --------------------------------------------------------------------- | --------------------------------------------------------------------- | --------------------------------------------------------------------- | --------------------------------------------------------------------- |
| Parti                                                                 | Parti                                                                 | Candidat                                                              | Votes                                                                 | %                                                                     |
|                                                                       | Démocrate                                                             | Shri Thanedar                                                         | 22 314                                                                | 28,3                                                                  |
|                                                                       | Démocrate                                                             | Adam Hollier                                                          | 18 517                                                                | 23,5                                                                  |
|                                                                       | Démocrate                                                             | Portia Roberson                                                       | 13 318                                                                | 16,9                                                                  |
|                                                                       | Démocrate                                                             | John Conyers III                                                      | 6 778                                                                 | 8,6                                                                   |
|                                                                       | Démocrate                                                             | Sherry Gay-Dagnogo                                                    | 6 440                                                                 | 8,2                                                                   |
|                                                                       | Démocrate                                                             | Sharon McPhail                                                        | 5 043                                                                 | ,.4                                                                   |
|                                                                       | Démocrate                                                             | Michael Griffie                                                       | 3 636                                                                 | ,6                                                                    |
|                                                                       | Démocrate                                                             | Sam Riddle                                                            | 1 841                                                                 | 2,3                                                                   |
|                                                                       | Démocrate                                                             | Lorrie Rutledge                                                       | 916                                                                   | 1,2                                                                   |

| Primaire Républicaine de 2022 du 13e district congressionnel du Michigan | Primaire Républicaine de 2022 du 13e district congressionnel du Michigan | Primaire Républicaine de 2022 du 13e district congressionnel du Michigan | Primaire Républicaine de 2022 du 13e district congressionnel du Michigan | Primaire Républicaine de 2022 du 13e district congressionnel du Michigan |
| ------------------------------------------------------------------------ | ------------------------------------------------------------------------ | ------------------------------------------------------------------------ | ------------------------------------------------------------------------ | ------------------------------------------------------------------------ |
| Parti                                                                    | Parti                                                                    | Candidat                                                                 | Votes                                                                    | %                                                                        |
|                                                                          | Républicain                                                              | Martell Bivings                                                          | 19 618                                                                   | 100%                                                                     |

| Élection de 2022 du 13e district congressionnel du Michigan | Élection de 2022 du 13e district congressionnel du Michigan | Élection de 2022 du 13e district congressionnel du Michigan | Élection de 2022 du 13e district congressionnel du Michigan | Élection de 2022 du 13e district congressionnel du Michigan |
| ----------------------------------------------------------- | ----------------------------------------------------------- | ----------------------------------------------------------- | ----------------------------------------------------------- | ----------------------------------------------------------- |
| Parti                                                       | Parti                                                       | Candidat                                                    | Votes                                                       | %                                                           |
|                                                             | Démocrate                                                   | Shri Thanedar                                               | 166 650                                                     | 71,1                                                        |
|                                                             | Républicain                                                 | Martell Bivings                                             | 56 187                                                      | 24,0                                                        |
|                                                             | Working Class (en)                                          | Simone Coleman                                              | 8833                                                        | 3,8                                                         |
|                                                             | US Taxpayers                                                | Christopher Dardzinski                                      | 1769                                                        | 1,2                                                         |
|                                                             | Write-In                                                    | Write-In                                                    | 5                                                           | 0,0                                                         |
| Total des votes                                             | Total des votes                                             | Total des votes                                             | 234 444                                                     | 100 %                                                       |
|                                                             | Les Démocrates conservent                                   |                                                             |                                                             |                                                             |

### 2024
| Primaire Démocrate de 2024 du 13e district congressionnel du Michigan | Primaire Démocrate de 2024 du 13e district congressionnel du Michigan | Primaire Démocrate de 2024 du 13e district congressionnel du Michigan | Primaire Démocrate de 2024 du 13e district congressionnel du Michigan | Primaire Démocrate de 2024 du 13e district congressionnel du Michigan |
| --------------------------------------------------------------------- | --------------------------------------------------------------------- | --------------------------------------------------------------------- | --------------------------------------------------------------------- | --------------------------------------------------------------------- |
| Parti                                                                 | Parti                                                                 | Candidat                                                              | Votes                                                                 | %                                                                     |
|                                                                       | Démocrate                                                             | Shri Thanedar (sortant)                                               | 44 546                                                                | 54,9                                                                  |
|                                                                       | Démocrate                                                             | Mary Walters                                                          | 27 408                                                                | 33,8                                                                  |
|                                                                       | Démocrate                                                             | Shakira Lynn Hawkins                                                  | 8171                                                                  | 11,3                                                                  |

| Primaire Républicaine de 2024 du 13e district congressionnel du Michigan | Primaire Républicaine de 2024 du 13e district congressionnel du Michigan | Primaire Républicaine de 2024 du 13e district congressionnel du Michigan | Primaire Républicaine de 2024 du 13e district congressionnel du Michigan | Primaire Républicaine de 2024 du 13e district congressionnel du Michigan |
| ------------------------------------------------------------------------ | ------------------------------------------------------------------------ | ------------------------------------------------------------------------ | ------------------------------------------------------------------------ | ------------------------------------------------------------------------ |
| Parti                                                                    | Parti                                                                    | Candidat                                                                 | Votes                                                                    | %                                                                        |
|                                                                          | Républicain                                                              | Martell Bivings                                                          | 13 419                                                                   | 100%                                                                     |

| Élection de 2024 du 13e district congressionnel du Michigan | Élection de 2024 du 13e district congressionnel du Michigan | Élection de 2024 du 13e district congressionnel du Michigan | Élection de 2024 du 13e district congressionnel du Michigan | Élection de 2024 du 13e district congressionnel du Michigan |
| ----------------------------------------------------------- | ----------------------------------------------------------- | ----------------------------------------------------------- | ----------------------------------------------------------- | ----------------------------------------------------------- |
| Parti                                                       | Parti                                                       | Candidat                                                    | Votes                                                       | %                                                           |
|                                                             | Démocrate                                                   | Shri Thanedar (sortant)                                     | 220 788                                                     | 68,6                                                        |
|                                                             | Républicain                                                 | Martell Bivings                                             | 78 917                                                      | 24,5                                                        |
|                                                             | Working Class (en)                                          | Simone Coleman                                              | 13 367                                                      | 4,2                                                         |
|                                                             | Libertarien                                                 | Christopher Clark                                           | 5726                                                        | 1,8                                                         |
|                                                             | Indépendant                                                 | Christopher Dardzinski                                      | 2825                                                        | 0,9                                                         |
|                                                             | Démocrate                                                   | Shakira Lynn Hawkins (write-in)                             | 25                                                          | 0,0                                                         |
|                                                             | Write-In                                                    | Write-In                                                    | 1                                                           | 0,0                                                         |
| Total des votes                                             | Total des votes                                             | Total des votes                                             | 321 649                                                     | 100 %                                                       |
|                                                             | Les Démocrates conservent                                   |                                                             |                                                             |                                                             |